# Colonel Bogey
Pour plus de détails, voir Fiche technique et Distribution.
Colonel Bogey est un film britannique réalisé par Terence Fisher, sorti en 1948.

## Synopsis
Alice et son fiancé rendent visite à oncle James et tante Mabel. Ils apprennent qu'oncle James (le colonel Bogey) est mort, mais tante Mabel agit comme s'il était toujours là.

## Fiche technique
- Titre original : Colonel Bogey
- Réalisation : Terence Fisher
- Scénario : William Fairchild, John Baines
- Direction artistique : Don Russell
- Costumes : Violet Beaumont
- Photographie : Gordon Lang
- Son : W. Anson Howell
- Montage : Gordon Pilkington
- Musique : Norman Fulton
- Production : John Croydon
- Société de production : Production Facilities, Highbury Productions
- Société de distribution : General Film Distributors
- Pays de production :  Royaume-Uni
- Langue originale : anglais
- Format : Noir et blanc  — 35 mm — 1,37:1 — son mono
- Genre : Film fantastique
- Durée : 51 minutes
- Dates de sortie : Royaume-Uni : 25 août 1948

## Distribution
- Jack Train (en) : Oncle James
- Mary Jerrold : Tante Mabel
- Jane Barrett : Alice Graham
- John Stone : Wilfred Barriteau
- Ethel Coleridge (en) : Emily
- Hedli Anderson (en) : Millicent